# خورخه بوستوس
خورخه بوستوس (اسپانیایی: Jorge Bustos‎) تدوین‌گر اهل مکزیک بود.
از فیلم‌ها یا مجموعه‌های تلویزیونی که وی در آن‌ها نقش داشته است، می‌توان به جادوگر و سه النا اشاره نمود.